# Ferrovie autolinee regionali ticinesi

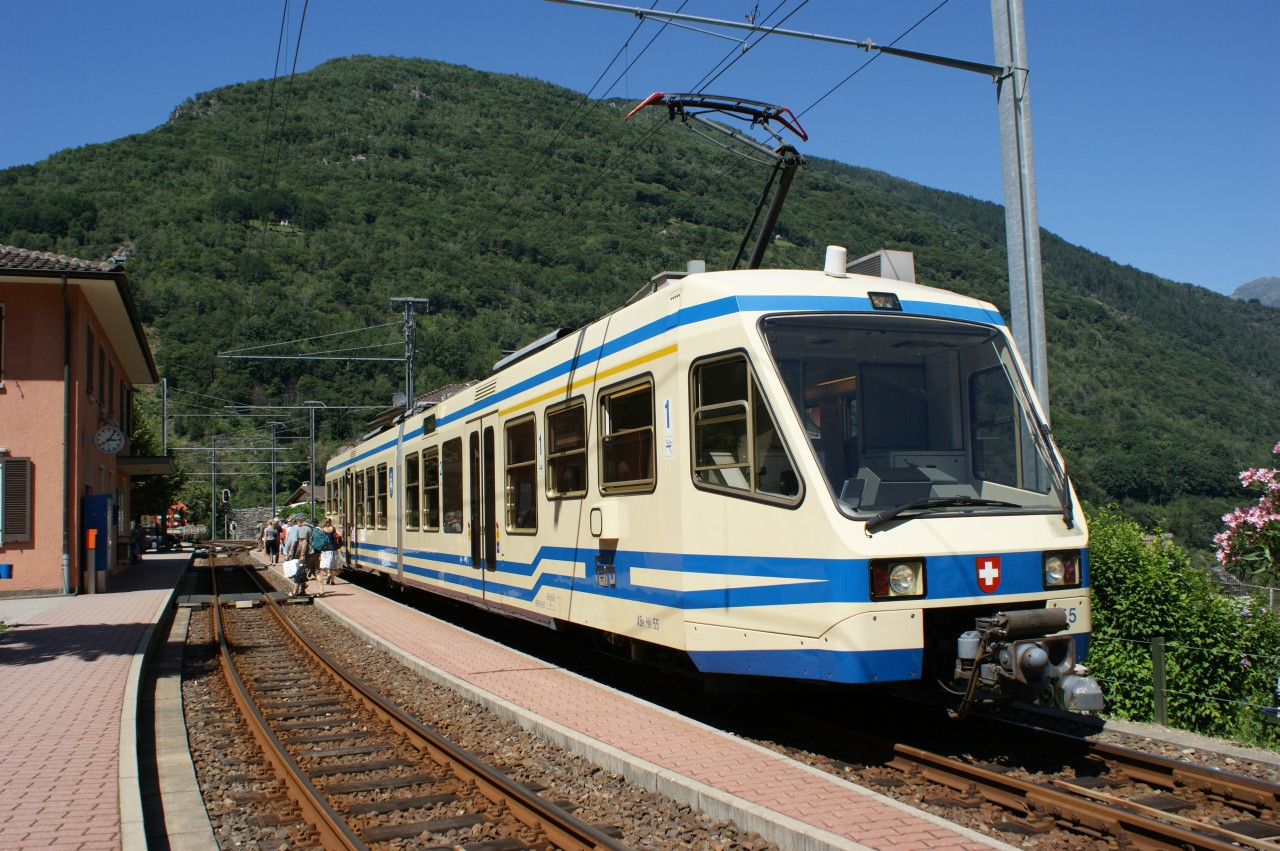
Triebwagen der Centovallibahn im Bahnhof Intragna

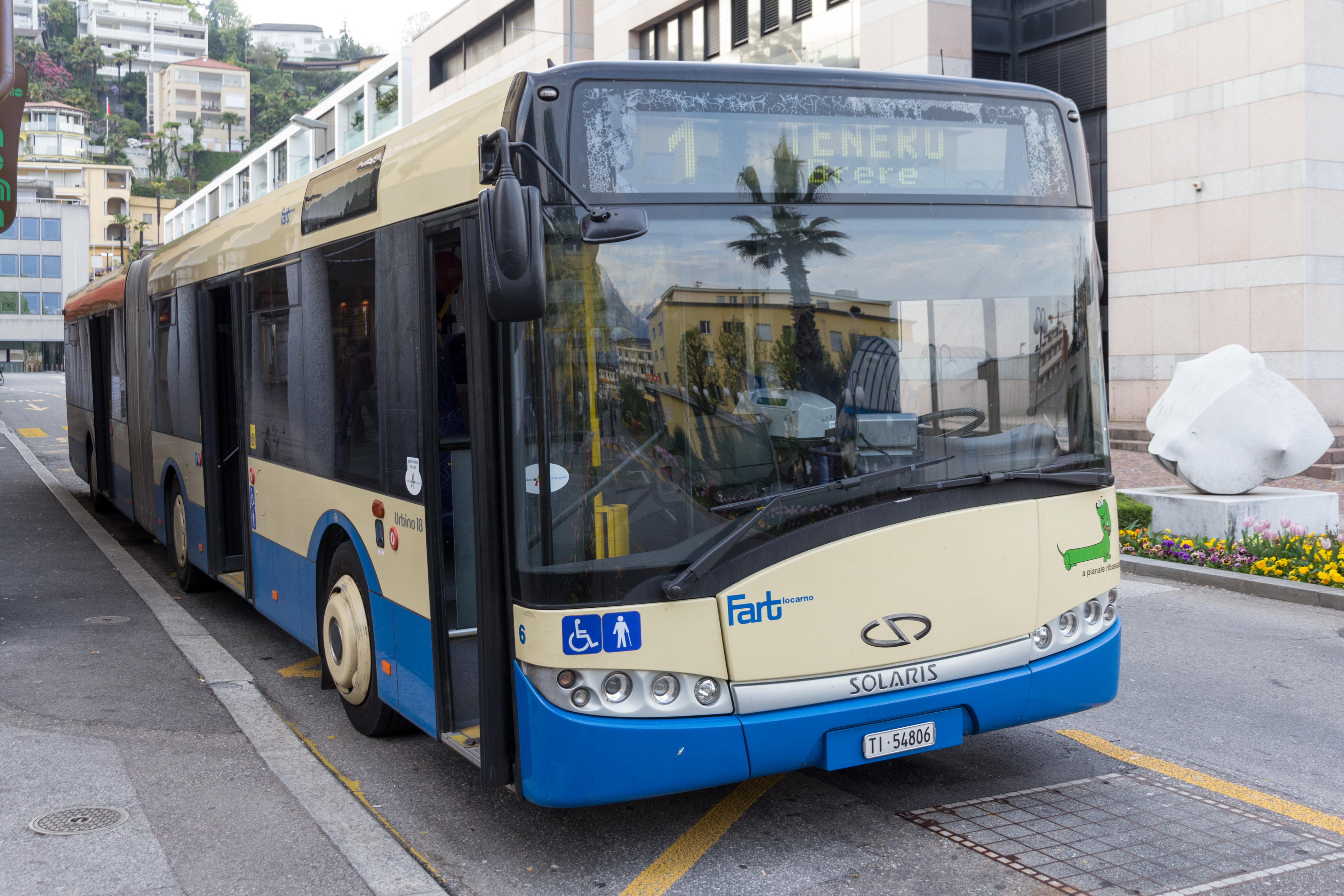
Gelenkbus Solaris Urbino 18

Die Ferrovie autolinee regionali ticinesi, abgekürzt FART, sind ein gemischtwirtschaftliches Nahverkehrs- und Tourismusunternehmen im Schweizer Kanton Tessin mit Sitz in Locarno. Das Aktienkapital wird zu 51,40 % vom Kanton Tessin, zu 34,14 % von der Schweizerischen Eidgenossenschaft und zu 7,75 % von Gemeinden gehalten. Die restlichen 6,71 % sind in Privatbesitz.

## Unternehmen
Das Unternehmen betreibt
- ein grosses Busnetz mit Linien des Regional- und des Ortsverkehrs im Locarnese
- die Centovallibahn
- die Kleinluftseilbahn Intragna – Pila – Costa (kantonale Bewilligung[3])
- die Kleinluftseilbahn Verdasio – Rasa (kantonale Bewilligung)

Die Centovallibahn ist Teil einer internationalen Bahnverbindung zwischen der Gotthardbahn in Locarno und der Simplonbahn in Domodossola (Italien). Diese Bahn wird auf italienischer Seite (im Val Vigezzo) von einer eigenen Gesellschaft der Società subalpina di imprese ferroviarie (SSIF) betrieben. Die Fahrzeuge der beiden Unternehmen sind aber gemeinsam im Einsatz.

## Geschichte
Das Unternehmen hiess ursprünglich Ferrovie Regionali Ticinesi (FRT). Es wurde mit Beschluss der Generalversammlung vom 30. Juni 1961 in Ferrovie autolinee regionali ticinesi (FART) umbenannt. Die FRT übernahmen 1923 die Società tramvie elettriche locarnesi (STL) und fusionierten sie (finanziell) 1952 (GV-Beschluss vom 30. Mai) rückwirkend auf den 1. Januar 1949 (obwohl für 1950 noch ein Geschäftsbericht erschienen war) mit der Locarno-Ponte-Brolla-Bignasco-Bahn (LPB), um die Bedingungen zum Erhalt der Privatbahnhilfe des Bundes zu erfüllen.
Am 24. April 1960 wurde die Trambahn Locarno, die von Minusio Esplanade nach Solduno bzw. bis 1932 zur Kirche San Antonio führte, eingestellt. Der stattdessen eingerichtete Busbetrieb wurde an beiden Enden verlängert, er verkehrt heute von Tenero bis Ascona. Die Bahnstrecke Ponte Brolla–Bignasco wurde am 15. November 1965 eingestellt, am Tag danach übernahm der FART-Busbetrieb den Verkehr. War der schnellste Zug nach 72 Minuten in Bignasco, kommt der Bus nach 48 Minuten, in Randzeiten nach 43 Minuten an. In der Gegenrichtung dauert die Fahrt laut Fahrplan fünf bis sieben Minuten länger.

## Liniennetz
| Linie | Art                | Strecke                                            | Haltestellen | km Strecke | Fahrzeit in Minuten |
| ----- | ------------------ | -------------------------------------------------- | ------------ | ---------- | ------------------- |
| 1     | Lokale Buslinie    | Gordola Centro Professionale – Losone Sottochiesa  | 38           | 14         | 43                  |
| 3     | Lokale Buslinie    | Locarno Stazione – Brione sopra Minusio Chiesa     | 25           | 09         | 27                  |
| 4     | Lokale Buslinie    | Locarno Delta Maggia – Brione sopra Minusio Chiesa | 20           | 06         | 28                  |
| 5     | Lokale Buslinie    | Ascona Sonnenhof – Ascona Monte Verità             | 20           |            |                     |
| 7     | Lokale Buslinie    | Locarno Piazza Stazione – Losone Zandone           | 19           | 06         | 21                  |
| 8     | Lokale Buslinie    | Brissago Municipio – Ronco sopra Ascona Posta      | 25           |            |                     |
| 311   | Regionale Buslinie | Locarno Rotonda – Bellinzona Stazione              | 47           | 21         | 50                  |
| 312   | Regionale Buslinie | Locarno Rotonda – Mergoscia Posta                  | 32           | 13         | 40                  |
| 314   | Regionale Buslinie | Locarno Stazione – Ronco sopra Ascona Chiesa       | 23           | 09         | 23                  |
| 315   | Regionale Buslinie | Locarno Stazione – Cavergno Paese                  | 30           | 30         | 55                  |
| 316   | Regionale Buslinie | Locarno Stazione – Brissago Co’ di Campo           | 23           | 12         | 30                  |
| 620   | Centovallibahn     | Locarno Stazione – Centovalli Camedo               | 14           | 20         | 40                  |